# Козлов, Павел Фёдорович
Павел Фёдорович Козлов (1775 — 2 марта 1818) — полковник лейб-гвардии Конного полка, участник Отечественной войны 1812 года, действительный статский советник.

## Биография
Сын нижегородского предводителя дворянства Фёдора Дмитриевича Козлова (1737—до 1800) от его брака с Александрой Богдановной Приклонской. Получил домашнее воспитание. Службу начал в 1788 году вместе с братом Петром вахмистром в лейб-гвардии Конном полку, в 1791 году был произведен в корнеты, в 1797 году ротмистры. Будучи полковником, в мае 1798 года вышел в отставку. В чине титулярного советника перешёл на гражданскую службу, служил советником в Государственном ассигнационном банке. Вышел в отставку в 1809 году действительным статским советником. Проживал в своем нижегородского поместье.
Во время Отечественной войны 1812 года снова вступил в ряды армии и возглавил конный полк Нижегородского военного ополчения. Вместе с ним участвовал в Заграничном походе. В кровопролитном многодневном сражении за Дрезден 5 октября 1813 года, командуя вверенной ему бригадой, своими распоряжениями и личной храбростью «весьма много содействовал к отражению неприятеля», получил контузию и был представлен к ордену Св. Анны I класса. По возвращении на родину поселился в Москве, где дом его сделался исключительным явлением для того времени.
О салоне Козловых сообщал много интересных подробностей в переписке с княжной В. И. Туркестановой французский эмигрант Кристин. По его словам, в нём, благодаря радушию и редкому такту хозяев, соединялся большой свет с миром литературным и художественным. Императорская фамилия постоянно оказывала знаки внимания Козловым, их дочь в 1828 году была пожалована фрейлиной сперва к императрице Марии Фёдоровне, а потом к императрице Александре Фёдоровне.
Скончался в 43 года от чахотки в марте 1818 год в Петербурге, похоронен на Смоленском кладбище.

## Семья

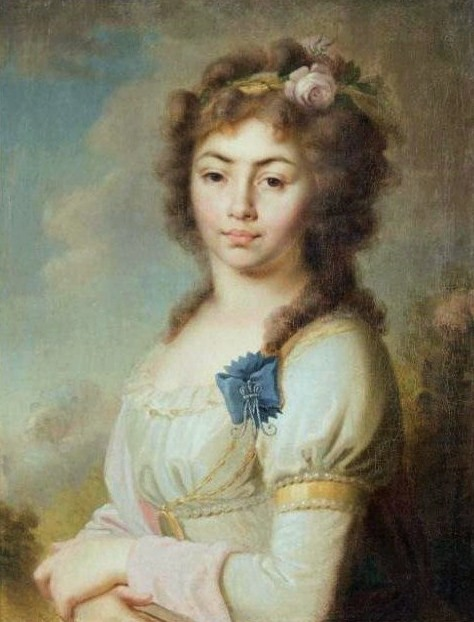
Екатерина Николаевна с фрейлинским шифром

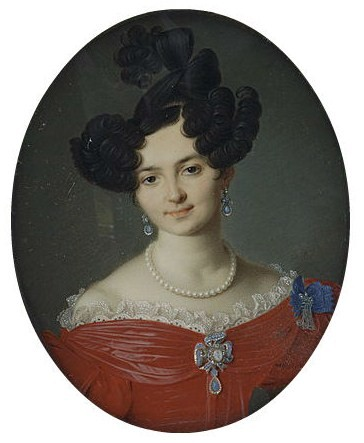
Софья Павловна с фрейлинским шифром

Жена (с 4 ноября 1800 года) — Екатерина Николаевна Арсеньева (1778—1822), старшая дочь генерал-майора Николая Дмитриевича Арсеньева (1754—1796) от его брака с Верой Ивановной Ушаковой (1760—1828); троюродная сестра матери М. Ю. Лермонтова. Родилась в Петербурге, получила образование в Смольном институте, по окончании которого была пожалована во фрейлины императрицы Марии Фёдоровны (23.11.1796), которая к ней очень привязалась. Кроме привлекательной внешности, Екатерина Николаевна обладала замечательным умом, добротой и страстно любила литературу и художество. Она превосходно рисовала масляными красками и сделала для императрицы несколько копий с картин Эрмитажа. Учителем её был знаменитый В. Л. Боровиковский, написавший с неё несколько портретов, так же он писал портрет и её матери, а в 1814 году О. А. Кипренский написал портрет её сестры Дарьи. Венчание её с Козловым было в Придворной церкви в Зимнем дворце. После замужества жила с мужем в Петербурге, а с 1814 года в Москве, где и скончалась. В браке имела детей:
- Николай (1801—?), жена (с 30 января 1831 года) на Марии Фёдоровне Кокошкиной.
- Александр (23.11.1802—07.06.1857), генерал-лейтенант.
- Степан (24.06.1804—24.04.1879), капитан лейб-гвардии Измайловского полка, участник русско-турецкой войны и осады Варшавы. Похоронен в Донском монастыре в Москве.
- Софья (12.08.1805[7]—08.10.1840), фрейлина двора (с 26 марта 1828), замужем за двоюродным братом Николаем Дмитриевичем Арсеньевым (1803—09.06.1859). Из-за этого союза оставшуюся часть жизни супруги провели за границей, оба скончались во Франции и были там похоронены. Их внук барон Фернан Шевро де Кристиани[фр.].
- Владимир (18.09.1807—16.07.1880), гвардейский полковник, его сын генерал Сергей Козлов.
- Алексей (17.03.1813 — до 1877), штабс-капитан, был женат (с 1840) на троюродной сестре Прасковье Андреевне Приклонской (1817—1878), наследнице усадьбы Подвязье, их сын поэт—переводчик Павел Козлов.
- Михаил (17.03.1813—?), близнец с братом.